# アルゼンチン領南極
アルゼンチン領南極（アルゼンチンりょうなんきょく、スペイン語: Antártida Argentina）は、1942年以来アルゼンチンが自国の領土と主張している南極大陸の一部領域である。アルゼンチン領南極地域は、南極半島の一部とウェッデル海奥のロンネ棚氷、南極大陸本土を含み、西経25度から西経74度の間、南緯60度以南の範囲で南極点を中心とした扇形をなしている。面積は965,597 km2。
ただし、アルゼンチンの領有の主張は国際的には認められていない。また、アルゼンチン自身も参加している南極条約によって、南極地域における領土主権、請求権は凍結されている。

## 概要
行政上は、ティエラ・デル・フエゴ、アンタルティダ・エ・イスラス・デル・アトランティコ・スール州（フエゴ島、南極および南大西洋諸島州、Tierra del Fuego, Antártida e Islas del Atlántico Sur）の一部であり、同州の4つある郡（departamento）のうちの一つとなっている。フエゴ島にある州都ウシュアイアに住む州知事が南極地域の代表者を実際に指名し続けているが、その行政はアルゼンチンの置く基地の外へは及んでいない。
アルゼンチンの南極探検は20世紀初頭に開始されている。1901年、ホセ・マリア・ソブラル（José María Sobral）がアルゼンチン人として最初に南極に上陸した。彼はオットー・ノルデンショルド（Otto Nordenskjöld）が率いるスウェーデン南極探検隊（1901年 - 1904年）の一員であった。1903年にはサウス・オークニー諸島（スペイン語: Islas Orcadas del Sur, オルカダス・デル・スル諸島）のローリー島にウィリアム・スピアーズ・ブルース率いるスコットランド南極探検隊が気象観測基地を築いたが、翌1904年にアルゼンチンに譲られ、恒久的な観測基地としての稼働を始めた（現在のオルカダス基地）。それ以後アルゼンチンは恒久基地や夏季だけの基地を複数建設して科学観測を行っている。1965年には、アルゼンチン陸軍の南極探検隊（Operación 90）がアルゼンチン隊として初めて南極点に到達した。

## アルゼンチンの南極観測基地

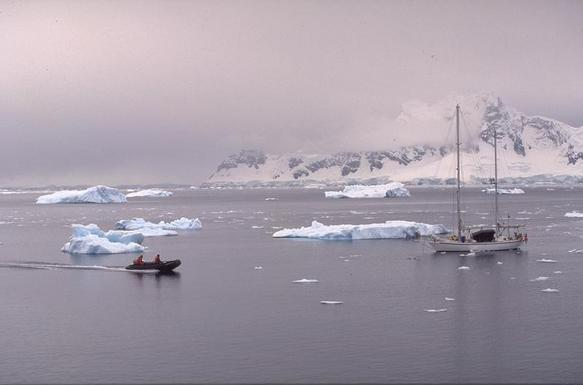
エスペランサ湾に浮かぶ船舶。湾内にアルゼンチンのエスペランサ基地がある

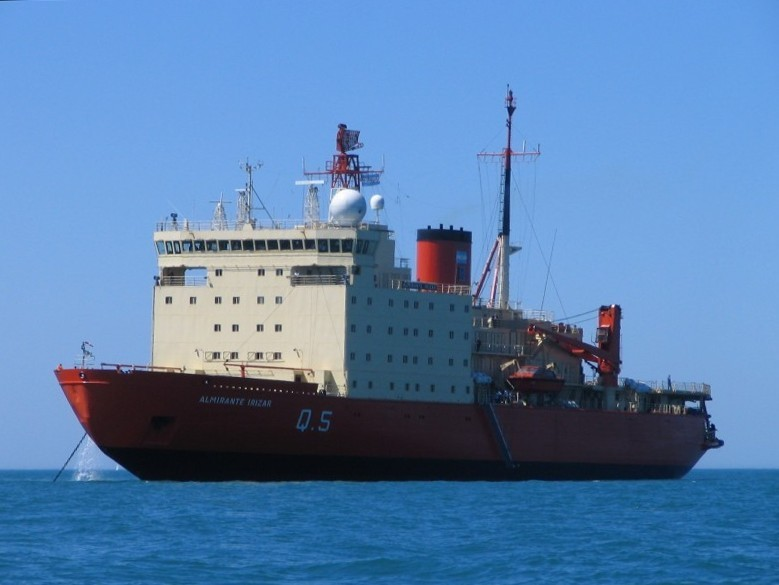
アルゼンチン海軍の砕氷船、アルミランテ・イリサール（Q-5）。

南極半島北部グレアムランドの北端のホープ湾（エスペランサ湾）にあるエスペランサ基地（Esperanza）と、その東に散在する島の一つシーモア・マランビオ島にあるマランビオ基地（Marambio）がアルゼンチンの二大南極基地である。二つの基地を合わせて合計70の建物があり、冬季は平均110人が、夏季は250人以上が暮らしている。南極大陸から離れたサウス・オークニー諸島にあるオルカダス基地（Orcadas）は1903年以来観測隊が居続けている南極最古の恒久基地である。アルゼンチンの所有する恒久基地の中で一番南にあるのはヘネラル・ベルグラノII基地（General Belgrano II）で南緯77度52分にある。季節基地を含めれば、そこから1,450km離れたキャンプのソブラル基地（Sobral）が一番南の基地となる。
基地運営はアルゼンチン陸軍などアルゼンチンの軍隊が行い、科学調査はアルゼンチン対外関係国際商務省の国家南極局（Dirección Nacional del Antártico）の下にあるアルゼンチン南極研究所（Instituto Antártico Argentino）が指揮する。 補給はPuerto Deseado、 Suboficial Castillo、およびアルゼンチン海軍の砕氷艦アルミランテ・イリサール（Almirante Irizar） の三隻が行う。また輸送機C-130ハーキュリーズとコミューター機DHC-6・ツイン・オッターも使用される。

### 恒久基地

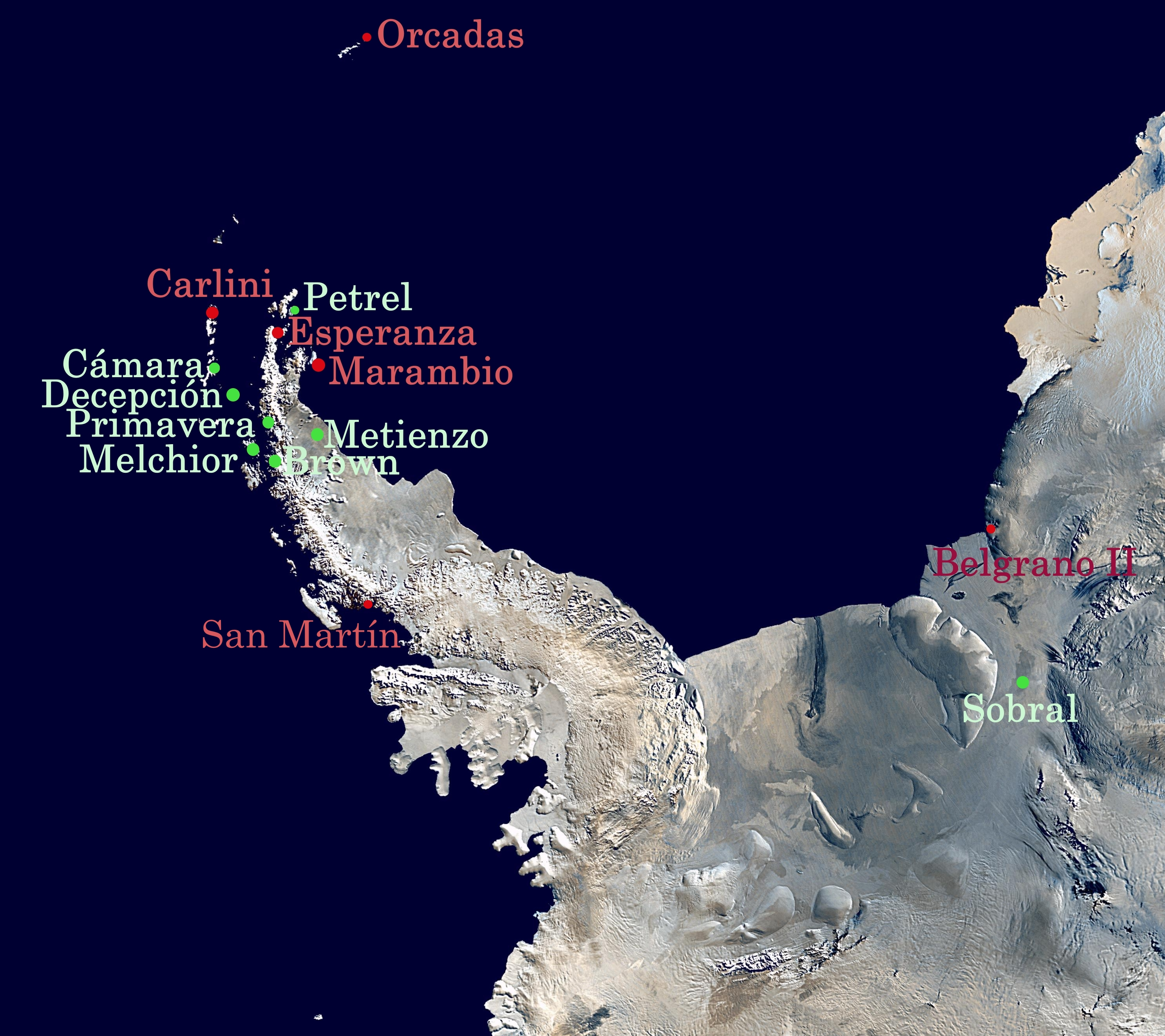
アルゼンチン基地の位置（2007年）

- ヘネラル・ベルグラノII基地 （Belgrano II）、　南緯77度52分 西経34度37分 / 南緯77.867度 西経34.617度
1979年に開設された最南部の基地。研究所及び気象観測所がある。アルゼンチン陸軍が管理する。
- エスペランサ基地　（Esperanza）、　南緯63度24分 西経57度00分 / 南緯63.400度 西経57.000度
1952年に研究所と気象観測所が置かれた。さらにラジオ局、観光客用施設、軍人・科学者や家族の住宅、1978年には学校も設置されており、ここで世界初の南極生まれの子供が誕生した。アルゼンチン陸軍が管理する。
- ジュバニー基地　（Jubany）、　南緯62度14分 西経58度40分 / 南緯62.233度 西経58.667度
サウス・シェトランド諸島のキングジョージ島（スペイン語: Isla 25 de Mayo、ベインティシンコ・デ・マヨ）の科学研究基地。国家南極局が管理する。
- マランビオ基地　（Marambio）、　南緯64度14分 西経56度37分 / 南緯64.233度 西経56.617度
1969年に設置されたシーモア・マランビオ島の基地。研究所、気象観測所、長さ1.2km幅30mの滑走路がありアルゼンチン本土からの補給に使用される。アルゼンチン空軍が管理する。
- オルカダス基地　（Orcadas）、　南緯60度44分 西経44度44分 / 南緯60.733度 西経44.733度
1903年設置の南オルカダス諸島（サウス・オークニー諸島）の基地。アルゼンチン海軍が管理する。
- サン・マルティン基地　（San Martín）、　南緯68度08分 西経67度06分 / 南緯68.133度 西経67.100度
南極半島の山地にある研究所・気象観測所。アルゼンチン陸軍が管理する。

### 季節基地

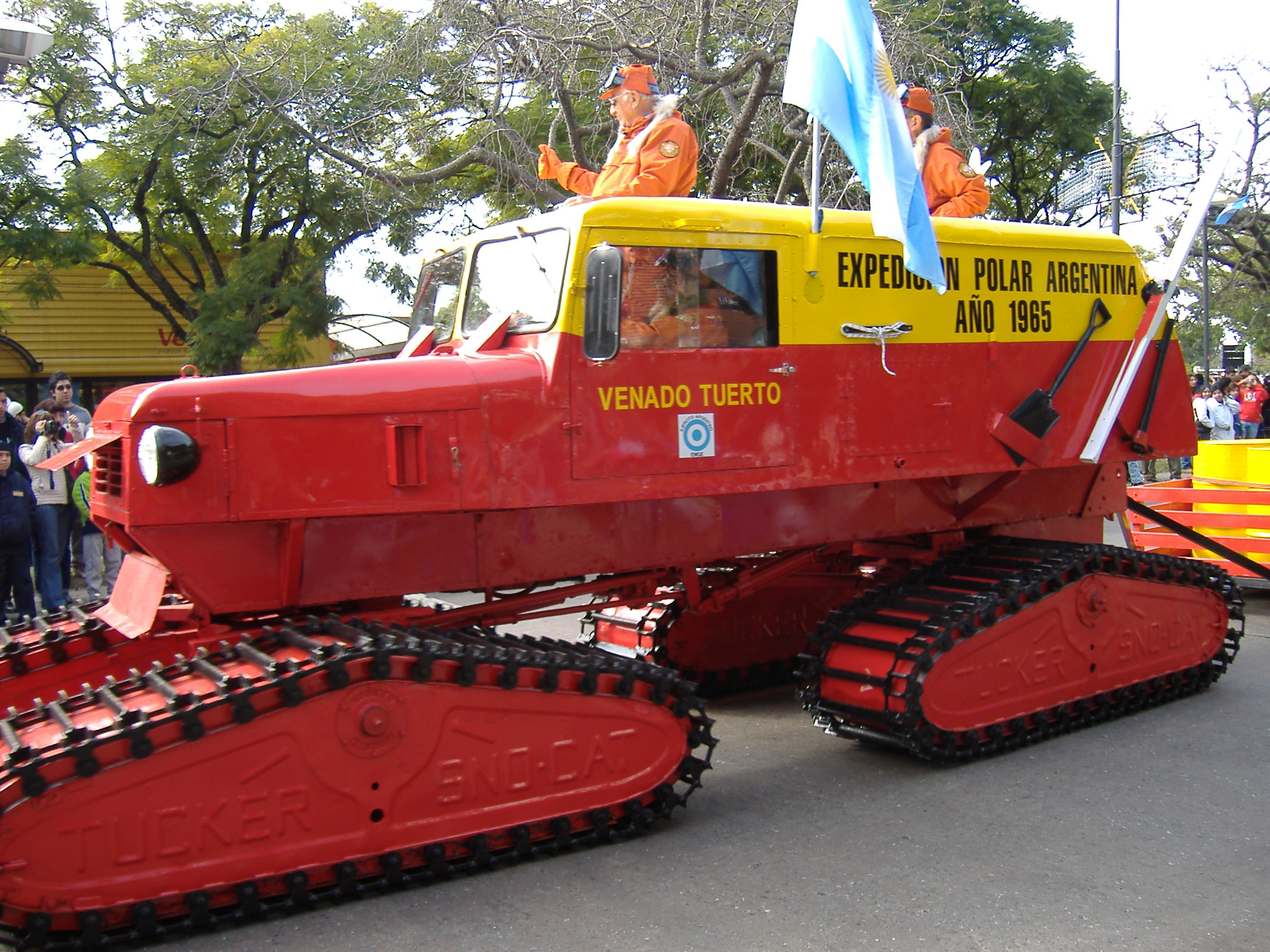
1965年に成功したアルゼンチン隊の南極点探検に使われた雪上車

- テニエンテ・カマラ基地　（Teniente Camara）　南緯62度02分 西経58度42分 / 南緯62.033度 西経58.700度
1957年にサウス・シェトランド諸島のリビングストン島に設置。海軍管理。
- デセプシオン基地　（Deception）、南緯62度52分 西経60度43分 / 南緯62.867度 西経60.717度
1948年にデセプション島に設置。海軍管理。
- ペトレル航空基地　（Petrel）、南緯63度28分 西経56度17分 / 南緯63.467度 西経56.283度
1967年にダンディー島（Dundee Island）に設置。海軍設置。
- プリマベーラ基地　（Primavera）、南緯64度09分 西経60度57分 / 南緯64.150度 西経60.950度
1977年に南極半島に設置。陸軍管理。
- メルチョール基地　（Melchior）、南緯64度20分 西経62度59分 / 南緯64.333度 西経62.983度
1947年に南極半島西岸のアンバース島に設置。海軍管理。
- アルミランテ・ブラウン基地　（Almirante Brown）、南緯64度53分 西経62度53分 / 南緯64.883度 西経62.883度
1951年に南極半島のパラダイス湾に設置。国家南極局の管理。
- テニエンテ・マティエンソ基地　（Teniente Matienzo）、南緯64度58分 西経60度04分 / 南緯64.967度 西経60.067度
1961年に南極半島のヌナタクの一つラーセン山に設置。空軍管理。

その他、60以上のキャンプがサウス・シェトランド諸島や南極大陸、ウェッデル海周辺に存在する。また1950年代から1980年代にかけてエスペランサ海軍基地、エルズワース科学基地、ソブラル恒久基地、コルベタ・ウルグアイ基地、ベルグラノI基地、ベルグラノIII基地の六つも建設されたが、現在は放棄されている。

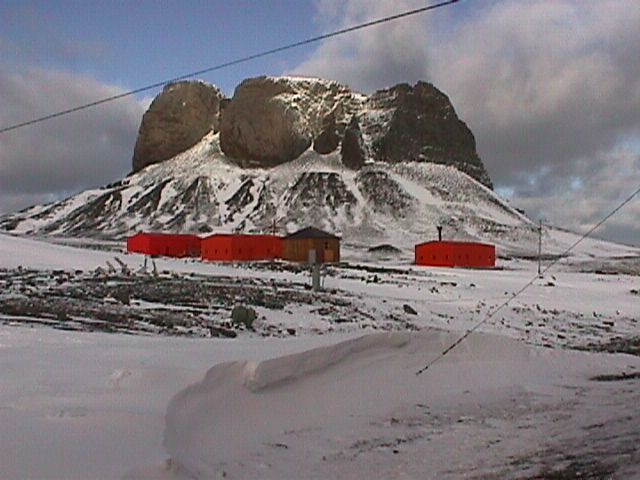
ジュバニー基地（キング・ジョージ島）
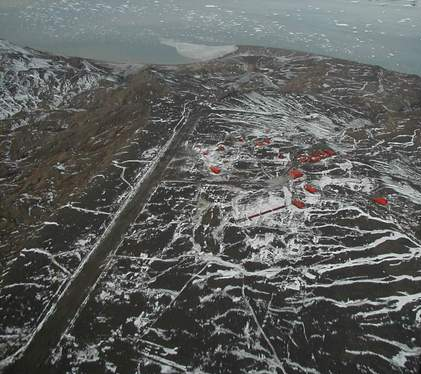
マランビオ基地と滑走路（南極半島北端シーモア・マランビオ島）
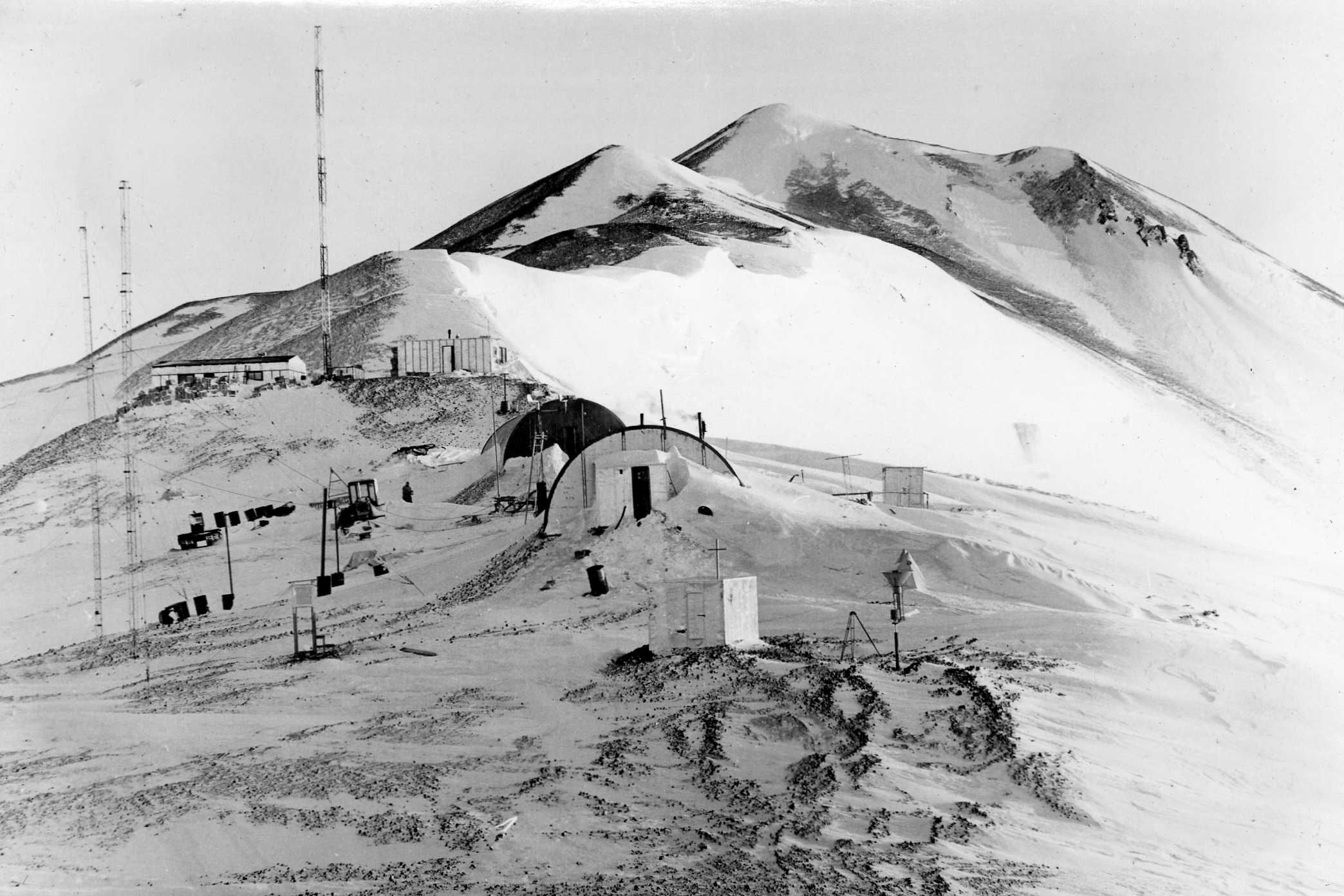
テニエンテ・マティエンソ基地（南極半島西岸アンバース島）
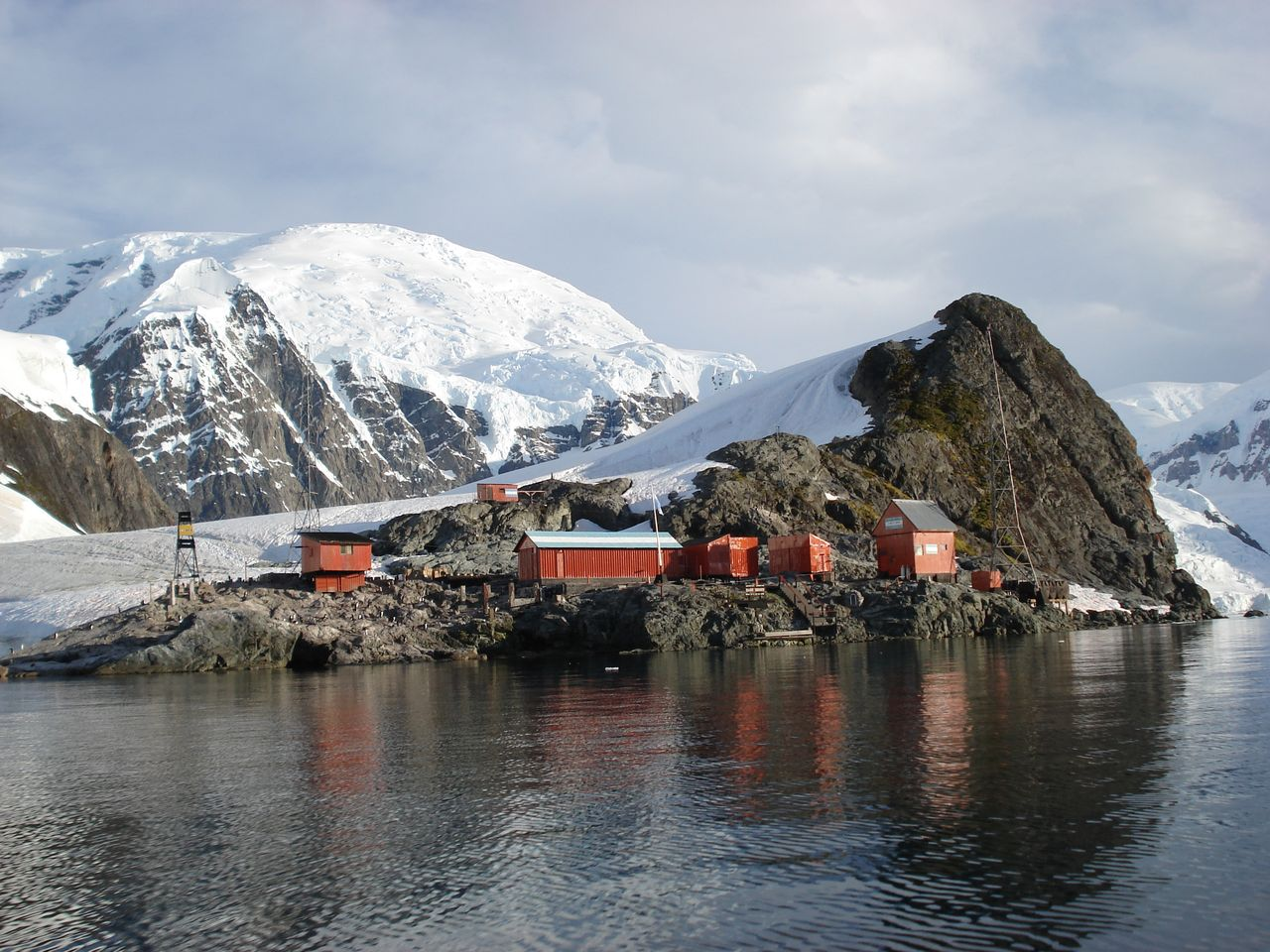
アルミランテ・ブラウン基地（南極半島北端）

## アルゼンチンの南極領有主張

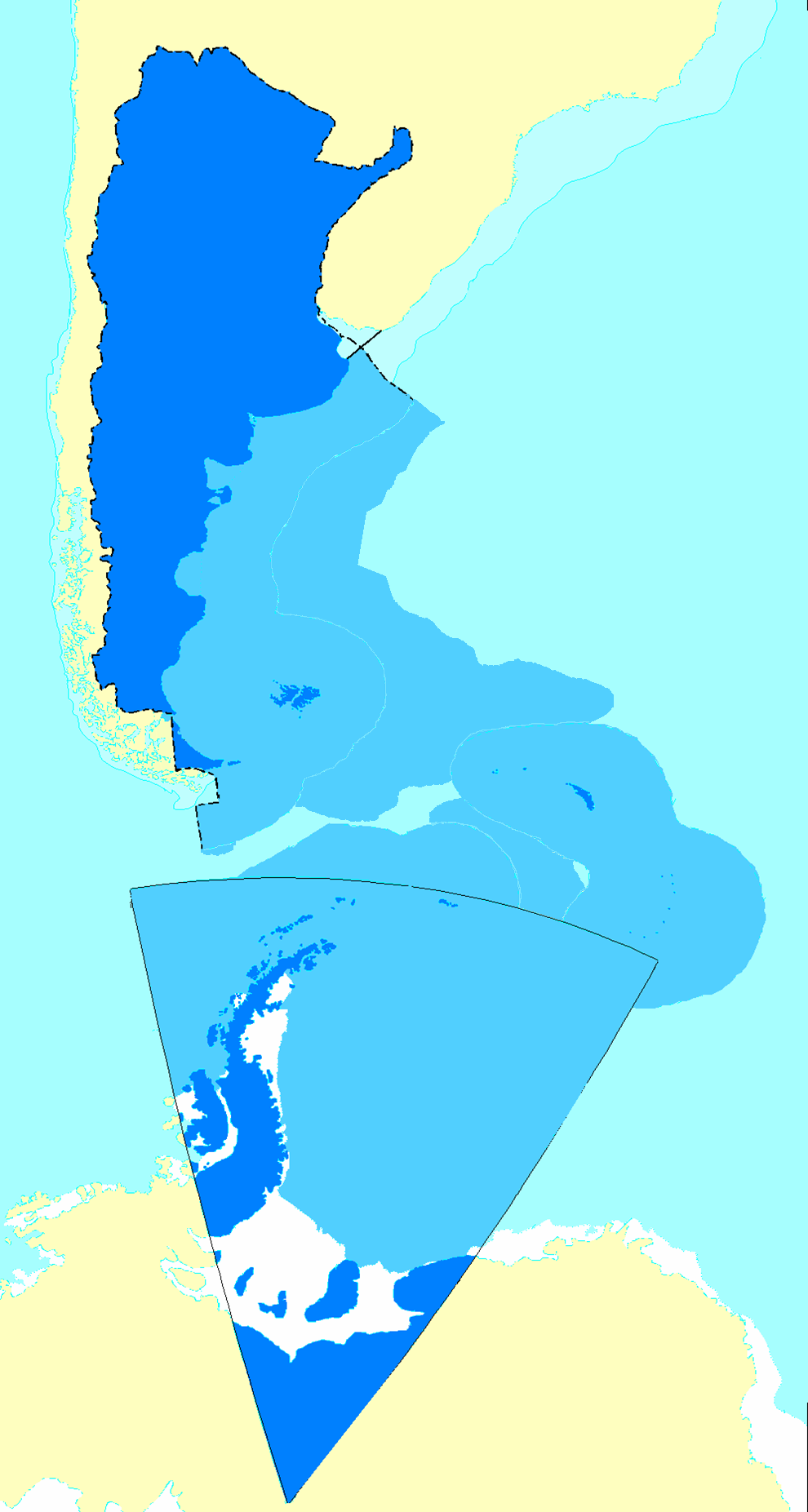
アルゼンチンが主張する領土をすべて表示した地図（フォークランド諸島、南極海の島々、南極大陸など実効支配していない部分を含む）

### 南極領有権論争
歴史的根拠によれば、アルゼンチンは本土の真南にあたる南極半島とその周辺の島々に1900年代から基地を築いて占有を続けていたとされており、さらに19世紀初頭からアルゼンチン軍人の南極海探検がしばしば行われていたことも挙げている。これに対し、ロシア・イギリス・アメリカ合衆国は、すでに1820年1月後半に、自国の海軍艦艇や漁船がそれぞれ独自に南極大陸を発見したとしてアルゼンチンの主張に対抗している。
19世紀末から20世紀初頭の欧州諸国の多くの探検隊がアルゼンチンに寄港し、アルゼンチン人もオットー・ノルデンシェルドのスウェーデン南極探検隊、ベルギー海軍軍人アドリアン・ド・ジェルラーシュ（Adrien de Gerlache）の多国籍探検隊、 フランスの科学者ジャン＝バティスト・シャルコー（Jean-Baptiste Charcot）のフランス南極探検隊などに助力・参加したことはアルゼンチン国外でも広く認識されている。南極の地名にもアルゼンチン諸島、ウルグアイ諸島、ヘネラル・ロカ（General Roca）、キンタナ（Quintana）などの地名が付けられ公認されている。
1904年にはアルゼンチンはサウス・オークニー諸島でスコットランド隊が作った基地の運用を引継ぎ、世界最初の南極恒久基地・オルカダス基地として管理し続けてきた。これほど長年にわたり南極基地を所有している国はアルゼンチンのみである。
イギリスは1908年に南緯50度以南、西経20度から80度の南極半島を含む地域の領有を宣言しておりアルゼンチンの主張と衝突していた。さらにノルウェーが1939年1月14日に0度から西経20度までの地域（ドロンニング・モード・ランドの一部）の領有を宣言し、これに対し同地域の探検を盛んに行って領有を模索していたナチス・ドイツも1939年1月19日に東経20度から西経10度をノイシュヴァーベンラント（ドイツ語: Neuschwabenland, 英語: German New Swabia、ドイツ領ニュー・スウェイビア）と名付け領有を宣言した。このように南極の領有権を巡って20世紀前半には各国の主張が衝突した。チリ政府はドイツおよびノルウェー政府の宣言に刺激され、1940年11月6日の布告1747号でチリ領南極の範囲を宣言した。これに対してアルゼンチンは1940年11月12日のメモでチリ政府に対して公式に抗議し、チリ政府の南極領有布告の拒絶と、同じ範囲に対する領有権の主張の可能性を主張した 。
1942年1月にはアルゼンチンは西経25度から西経68度24分までの南極の領有権を主張し、1946年9月2日には布告8944号でアルゼンチン領南極の範囲を西経25度から西経74度へ拡大した。さらに、1957年2月28日の布告2129号で西経25度から74度、南緯60度以南の領有を確定した。これはチリ領南極の範囲と重なる結果になった。チリもこれに対し南極基地を置いて主権の根拠とすることを考え、1947年にグリニッジ島に初の基地を開設し、翌1948年には南極半島のヘネラル・ベルナルド・オイギンス基地にガブリエル・ゴンサレス・ビデラ大統領が訪問して、一国の元首として初めて南極の地を踏む実績を積んだ。
1948年3月4日、対立していたチリとアルゼンチンは相互協定を結び、25度から90度の間にある互いの南極領土を法的に他国から守ることにした。1953年には国連でインド代表が南極の国際化を訴え、南極に領有権の歴史を持たない諸国が賛成を始めた。1955年5月4日にはイギリス政府がアルゼンチンとチリに対して、国際司法裁判所へ訴える前段階としてそれぞれの国の法廷で南極領有権主張の無効を訴えて裁判を起こしたが、両国で却下されている 。
こうした領有権を巡る動きは、アメリカ合衆国などによる南極条約締結への努力で凍結へと向かった。2003年にはアルゼンチン・チリ両国は、チリのオイギンス基地とアルゼンチンのエスペランサ基地の中間地点にアブラソ・デ・マイプー（Abrazo de Maipú）という名の共同シェルターを建設した。アブラソ・デ・マイプー（マイプーの抱擁）とは、アイルランド系チリ人の将軍ベルナルド・オイギンスとアルゼンチン人将軍ホセ・デ・サン・マルティンがマイプーの戦いで共同してスペイン軍を破り、チリ独立を確かなものにした出来事を指す。

### アルゼンチンの主張
アルゼンチンが当該部分を自国領土として主張する根拠は以下のとおりである。
- 南極半島は地質学的に、また地理学的にアンデス山脈からの延長上にある。
- アルゼンチンは1世紀以上にわたり南極最古のオルカダス基地を恒久的に維持し続けており、1世紀以上にわたりこれらの地の恒久的占有を続けてきている。
- アルゼンチンは南極における救命救助活動に多大な貢献をしている。
- アルゼンチンは灯台ほか航海の助けになる施設を建設・管理している。
- アルゼンチンは南極半島周辺における常住人口を他のどの国よりも多く組織している。
- エスペランサ基地では人類初の南極生まれの子供が生まれている。

アルゼンチンの主張するアルゼンチン領南極地域は、南極点を中心に西経53度から西経90度を主張するチリのチリ領南極、おなじく西経20度から西経80度を主張するイギリスのイギリス領南極地域と部分的に重複している。またアルゼンチンの領土主張は他国から承認されていない。1961年に発効した南極条約をアルゼンチンも締結しており、南極領土全域での行政権行使や軍事占領などにより領土主張を押し通すことはアルゼンチン含めどの国も行っていない。

## アルゼンチン領南極の人口と南極生まれの子供

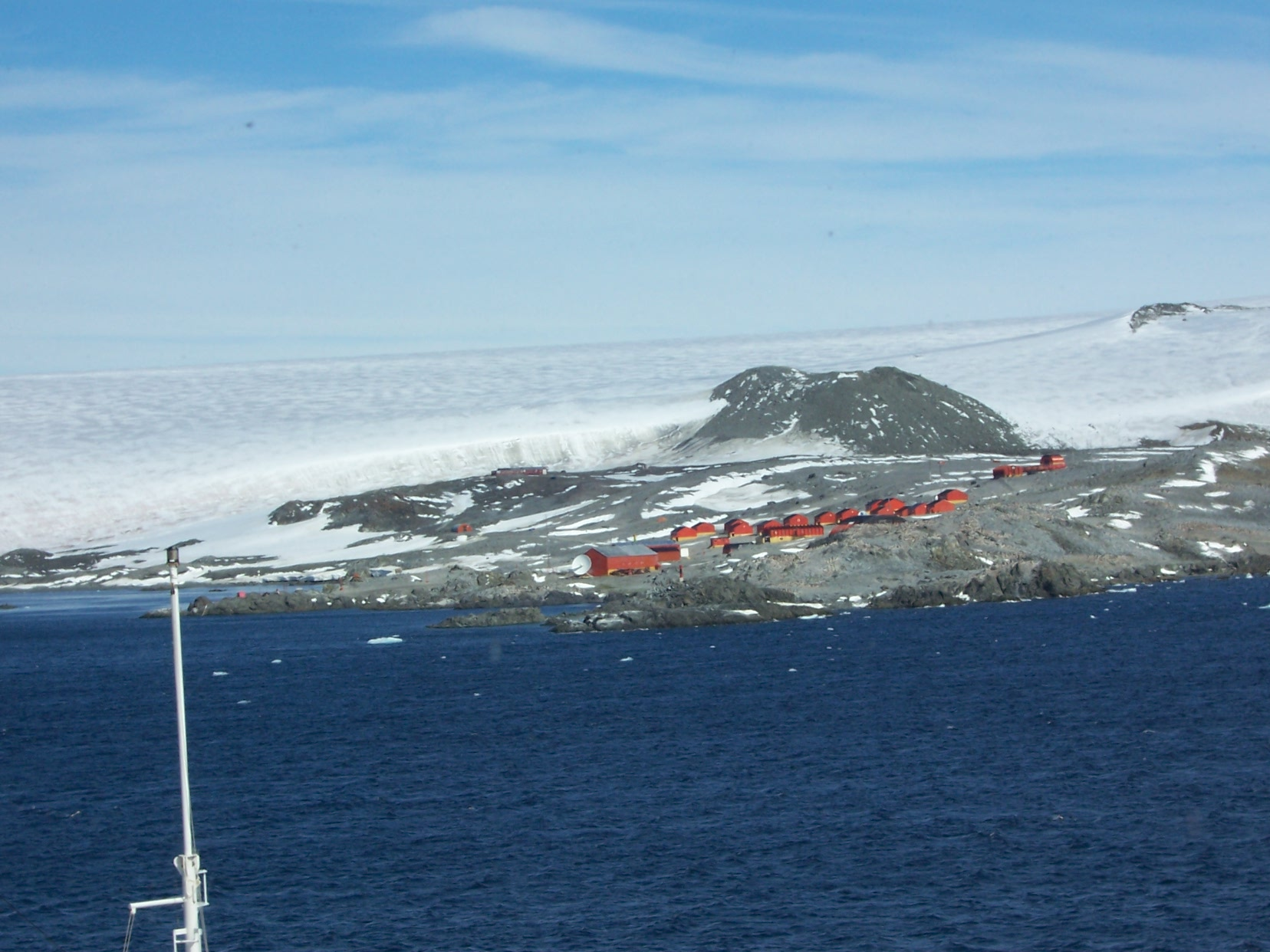
エスペランサ基地

1978年1月7日、アルゼンチンの管理するエスペランサ基地の「フォルティン・サルヘント・カブラル」（Fortín Sargento Cabral）で、基地所在の陸軍分遣隊の長であるホルヘ・エミリオ・パルマ大尉の息子が生まれ、エミリオ・パルマ（Emilio Palma）と名付けられた。その後南極圏では10人以上が生まれているが、彼は人類史上もっとも南で生まれた人間であり、かつ最初に南極大陸で生まれた人間でもある。アルゼンチン政府はこの出産を領有権主張に利用することも意図し、母親のシルビア・モレロ・デ・パルマを妊娠7カ月で基地へと空輸している。これは前年の1977年に南極を自ら訪問して領有権を主張したチリのアウグスト・ピノチェト大統領への報復とされる。対抗してチリも妊婦を南極におくりこんで1984年にフアン・パブロ・カマチョ(Juan Pablo Camacho)を出産させて「真の南極生まれの子供」であると主張した。
1991年の時点で、南極のアルゼンチン基地では合計142人の「常住住民」がおり、うち未成年が19人を数えた。ここで「住民」とされるのは南極生活をする軍人や科学者の家族、および2年以上南極で生活している科学者らが含まれている。うち男性は121人で女性が21人であり、ほとんどはエスペランサ基地に住んでいた。エスペランサ基地では彼らのための学校やラジオ局も成立している。1998年から1999年にかけての期間、アルゼンチン領南極で冬を越した人口は165人であった。